# قاسم حسن الشيخلي
قاسم حسن الشيخلي (1910-1970) ، وهو أستاذ حقوقي، وصحفي، وسياسي، ودبلوماسي عراقي كردي.

## ولادته ونشأته
ولد قاسم بن حسن الشيخلي في محلة باب الشيخ في بغداد عام 1328هـ/1910م، وبها نشأ وتعلم القرآن الكريم عند الكتاتيب في صغرهِ واكمل الدراسة الإبتدائية والثانوية، ثم حصل على شهادة بكالوريوس من كلية الحقوق في جامعة بغداد.

## حياته ومنجزاته
مارس مهنة المحاماة واشتغل بالصحافة، وكان لهُ نشاط سياسي فاعتقل عام 1934 ثم أطلق سراحه، وكان محرراً في جريدة الأهالي وكان من المؤسسين للحزب الوطني الديمقراطي عام 1946.
وسافر بعد ثورة رشيد عالي في مايس 1941 إلى إيران، ومنها ذهب إلى روسيا، ثم رجع للعراق واعتقل عام 1952، وبعد انقلاب تموز 1958 في العراق عين سفيراً للعراق في الهند، ثم نقل سفيراً إلى براغ، وكان عضواً في الوفد العراقي لهيأة الأمم المتحدة، ولهُ العديد من المؤلفات السياسية والكتب المطبوعة حول القضية الفلسطينية.

## من مؤلفاته
- جهاد العرب في فلسطين 1939.
- المباديء السياسية الحديثة في بلادنا 1939.
- الثورة الصناعية في إنجلترا.
- الحلف بين الصهيونية والاستعمار 1946.
- العرب والمشكلة اليهودية 1946.
- إسرائيل دولة فاشية إعتدائية 1960.
- ثورات القرن العشرين 1969.

## وفاته
توفي قاسم الشيخلي في بغداد يوم السبت في 3 شعبان من عام 1390هـ/3 تشرين الأول 1970م، ودفن في مقبرة الخيزران، قرب مرقد الشاعر معروف الرصافي.